# عاصفة بيضاء

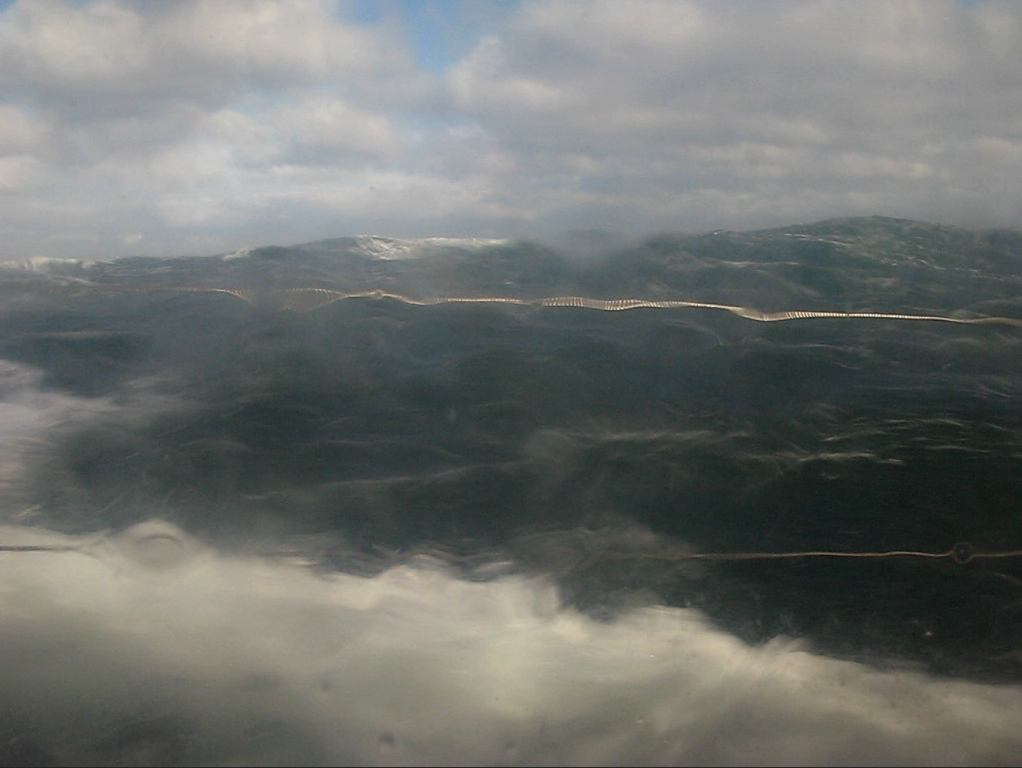
صرخة بيضاء يوم 25 أكتوبر 2009 في مضيق ماجلان

العاصفة البيضاء هي عاصفة ريحية مفاجئة وعنيفة في البحر لا تصاحبها غيوم سوداء مميزة عمومًا لعاصفة. يتجلى في زيادة مفاجئة في سرعة الرياح في المياه الاستوائية وشبه الاستوائية، وقد يكون ميكروبورست. يشير الاسم إلى الأمواج ذات الغطاء الأبيض والمياه المكسورة، وتحذيرها الهزيل لأي بحّار سيئ الحظ عالق في طريقه. يُزعم أن زلازل بيضاء كانت وراء غرق الباتروس البري في 2 مايو 1961 على الرغم من وجود عدد من الضربات الخطية التقليدية في جميع أنحاء المكان ، وكان من الصعب جدًا استخدام الميكروبورست. ولكنها شائعة في البحيرات الكبرى في أمريكا الشمالية.

## حوادث تاريخية
العوامات البيضاء هي الجاني في العديد من القصص البحرية وقد ألقي باللوم عليها في العديد من المآسي. كان صرخة بيضاء هي السبب المبلغ عنه لفقدان القاذف بول بري قبالة كيب شانك، أستراليا، في 3 سبتمبر 1841. في مايو 1986، ورد أن برايد بالتيمور، وهو رائد حديث يبلغ ارتفاعه 137 قدمًا (42 م)، أصيب بواسطة صرخة بيضاء. غرقت السفينة التي يبلغ وزنها 121 طنًا على بعد حوالي 240 ميلاً (390 كم) شمال بورتوريكو، مما أدى إلى هبوط أفراد الطاقم الباقين على قيد الحياة لمدة خمسة أيام. وكانت سفينة تورو النرويجية قد التقطتهم في الساعة 2:30 صباحا يوم 19 مايو من عام 1986 . وقد وصفها رواية شاهد عيان على النحو التالي:
«سمعنا صوت صفير هائل فجأة من خلال التزوير وضربنا حائط من الرياح في الخلف. لقد كعب الكبرياء في غضون ثوان. دفعت الرياح بسرعة 70 عقدة (130 كم / ساعة) 20 قدمًا (6.1 م ) إلى جانب اللوح النجمي. غرقت في دقائق.»

## في الثقافة الشعبية
- في رواية باتريك أوبرايان لعام 1973 HMS Surprise ، واجه طاقم الصرخة البيضاء صرخة في طريقهم إلى شبه جزيرة الملايو شمال خط الاستواء قبالة أرخبيل سانت بيتر وسانت بول بالقرب من البرازيل.
- تدور أغنية ستان روجرز لعام 1984 "White Squall" حول الضربات البيضاء للبحيرات العظمى.
- يروي فيلم ريدلي سكوت عام 1996 White Squall قصة غرق الباتروس عام 1961.